# معهد المدرعات للقوات المسلحة (مصر)
معهد المدرعات هو إحدى معاهد القوات المسلحة المصرية.

## مديري المعهد
- لواء أركان حرب / خالد فوده.[1]